# بومة رمادية الوجه
البومة رمادية الوجه (بالإنجليزية: Ashy-faced owl) (الإسم العلمي: Tyto glaucops) هي نوع من البوميات تتبع فصلية الهامات. وتتواجد في هايتي وجمهورية الدومينيكان. الموائل الطبيعة لها هي أراضي الأشجار القمئية شبه الاستوائية أو المدارية الجافة، وأراضي الأشجار القمئية شبه الاستوائية أو المدارية الواقعة على ارتفاعات عالية، وفي الوقت الحاضر تدهورت الغابات سابقة الذكر بشدة.

## الوصف
البومة رمادية الوجه مشابهة تماماً للأنواع الداكنة من بومة الحضائر. قرص الوجه على شكل قلب وذو لون رمادي. الجزء الظهري (العلوي) من سطح الرأس والجسم ذات لون بني مصفر يتخلله لون رمادي داكن أو أسود وسطح الجزء البطني (السفلي) ذو لون شاحب. تنمو البوم البالغة لتصل إلى طول بين 26 و43 سينتمتر (10 إلى 16 إنش) ويترواح وزنها بين 200 إلى 400 غرام (1.7 و14.1 أونصة). الصياح عبارة عن سلسلة سريعة من الطقطقات متبوعة بأزيز. كما يمكن للطائر أن ترسل صرخة حادة.

## التوزيع
تستوطن البومة رمادية الوجه في جزيرة هيسبانيولا وبعض الجزر الصغيرة في المناطق المجاورة لها. الموطن النموذجي لها هي الغابات والأراضي الخشبية وغالباً ما توجد بالقرب من المدن والقرى.

## السلوك
البومة رمادية الوجه هي نوع مقيم غير مهاجر. وتعشش في ثقوب الأشجار، والشقوق في الصخور، وعلى الحواف الصخرية، وفي داخل المباني. وتقوم بوضع ما بين ثلاثة إلى سبعة بيضات في وقت ما بين يناير ويوليو.
ومثل معظم البوم الأخرى، فإن البومة رمادية الوجه هي بومة ليلية وتغذى على الفقاريات الصغيرة. قدمت بومة الحظائر (Tyto alba) إلى جزيرة هيسبانيولا في حوالي عام 1950. وأجريت دراسة نشرت في عام 2010 في الجمهورية الدومينيكية لتحديد نظام غذائي لكل من بوم الحظائر والبومة رمادية الوجه وما إذا كانت تتنافس مع بعضها البعض من أجل الغذاء. وقد تم ذلك من خلال إجراء الفحوصات على كرات الشعر المتقيئة التي تنتجها البوم، وقد وجد إنها تحتوي على عظام غير مهضومة، وفراء، وريش من فرائسها. وقد تبين أن كل منها تستهلك أكثر من مائة نوع من الفرائس مع اثنين وتسعين نوعا من القواسم المشتركة بين الاثنين.
سادت الثدييات الصغيرة في كلا النظامين الغذائيين، وخاصة في بومة الحظيرة، وتشكل أكبر نسبة من الكتلة الحيوية. كلا النوعين من البوم تستهلك نسبة مشابه من الخفافيش ولكن البومة رمادية الوجه تستهلك طيور أكثر. وكانت البرمائيات والزواحف وفي كثير من الأحيان تُستهلك بصورة أكبر من قبل البومة رمادية الوجه أكثر من بومة الحظيرة. ولا يمكن التوصل إلى نتيجة بشأن ما إذا كانت المنافسة على الأغذية التي سببها وصول بومة الحظيرة تضر بالأنواع المحلية.

## حالة الحفظ
صنف الاتحاد الدولي لحفظ الطبيعة البومة رمادية الوجه في القائمة الحمراء للأنواع المهددة بالانقراض بإنها «غير مهددة». وذلك لإنها تقع على نطاق واسع، وعلى الرغم من إن الطيور ليست شائعة، إلا إن أعدادها تبدو مستقرة. البومة رمادية الوجه تواجه منافسة على مواقع التعشيش والبيئة المناسبة من بومة الحظائر الأمريكية الأقوى (Tyto alba pratincola).